# Arantza Ugalde Aguirre
Arantza Ugalde Aguirre (Baracaldo, Vizcaya, 30 de septiembre de 1966) es una sismóloga española. 

## Biografía
Arantza Ugalde Aguirre, nació en Baracaldo (Vizcaya) en 1966. Vive con su familia en Tàrrega (Lérida), y es aficionada del running desde 2010.

## Trayectoria
Licenciada en Ciencias Físicas, por la Universidad de Barcelona y doctora en Ciencias Físicas por la Universidad de Cataluña. Se dedica a la investigación de terremotos. Trabaja en Barcelona en el Instituto de Ciencias de la Tierra "Jaume Almera" del Consejo Superior de Investigaciones Científicas desde 2010. Es profesora titular de la Universidad Ramon Llull. Fue la Responsable de la Sección de Sismología del Observatorio del Ebro (CSIC) desde 1998 al 2009. También ha trabajado en la Red Sísmica del Instituto Geológico de Cataluña.

## Publicaciones
- Eurasia-Africa Plate Boundary region yields new seismographic data.[4]
- Intrinsic and scattering attenuation from observed seismic codas in the Almeria Basin (southeastern Iberian Peninsula.[4]
- Comments on “Separation of Q i and Q s from passive data at Mt. Vesuvius: A reappraisal of the seismic attenuation estimates” by E. Del Pezzo et al. (2006.[4]
- Spatial distribution of scatterers in the crust by inversion analysis of coda envelopes: a case study of Gauribidanur seismic array (Southern India.[4]
- Intrinsic and scattering attenuation in western India from aftershocks of the 26 January, 2001 Kachchh earthquake.[4]
- Aplicación del cálculo paralelo al análisis de energía sísmica en la coda de terremotos regionales, 1998.[5]
- Estimation of the Intrinsic Absorption and Scattering Attenuation in Northeastern Venezuela (Southeastern Caribbean) Using Coda Waves, 1998.[6]
- Intrinsic and scattering seismic wave attenuation in the Canary Islands, 1998.[7]
- Estudio de atenuación sísmica en la costa este de la península ibérica, 1999.[8]
- Tomografía sísmica local en el territorio colombiano, 2003.[9]
- Regional estimation of Q from seismic coda observations by the Gauribidanur seismic array (southern India), 2004.[10]
- Spatial variation of coda wave attenuation in northwestern Colombia, 2004.[11]
- Three-dimensional spatial distribution of scatterers in Galeras volcano, Colombia, 2006.[12]
- Formulation of the multiple anisotropic scattering process in two dimensions for anisotropic source radiation, 2008.[13]
- Coda-Wave Attenuation Imaging of Galeras Volcano, Colombia, 2009.[14]
- S-wave attenuation characteristics in the Galeras volcanic complex (south western Colombia), 2010.[15]